# Niederdonven
Niederdonven är en ort i Luxemburg.   Den ligger i distriktet Grevenmacher, i den sydöstra delen av landet, 20 km öster om huvudstaden Luxemburg. Niederdonven ligger 255 meter över havet och antalet invånare är 324.
Terrängen runt Niederdonven är platt västerut, men österut är den kuperad.  Runt Niederdonven är det ganska tätbefolkat, med 134 invånare per kvadratkilometer.. Närmaste större samhälle är Luxemburg, 19,8 km väster om Niederdonven. 
Trakten runt Niederdonven består till största delen av jordbruksmark.